# François Cusset
François Cusset (1969) és editor, columnista i catedràtic d'Estudis Americans a la Université de Paris Ouest. Ha estat director de l'agència d'editors francesa de Nova York, FC. És l'autor de Queer critics: La littérature française déshabillée par ses homo-lecteurs(PUF, 2002), French Theory (La Découverte, 2003; edició castellana: French Theory. Foucault, Derrida, Deleuze & Cía. y las mutaciones de la vida intelectual en Estados Unidos, Melusina, 2005), La décennie: Le grand cauchemar des années 1980  (La Découverte, 2006) i Contre-discours de mai: Ce qu'embaumeurs et fossoyeurs de 68 ne disent pas à ses héritiers (Actes Sud, 2008).

## Obra
La seva obra se centra en la història intel·lectual i la política de la teoria. Els seus últims treballs reflexionen sobre les promeses i paradoxes de l'actual "retorn d'allò crític" i sobre l'eliminació cultural i històrica del "poble" com a concepte i significant en el context de l'actual insurgència global.

## Publicacions
- Queer critics : La littérature française déshabillée par ses homo-lecteurs, PUF, 2002.
- French Theory, Foucault, Derrida, Deleuze & Cie et les mutations de la vie intellectuelle aux États-Unis, La Découverte, Paris, 2003.
- La décennie : Le grand cauchemar des années 1980, La Découverte, 2006.
- Contre-Discours de Mai: ce qu'embaumeurs et fossoyeurs de 68 ne disent pas à ses héritiers, Actes Sud, 2008